# ヘブリディーズ海

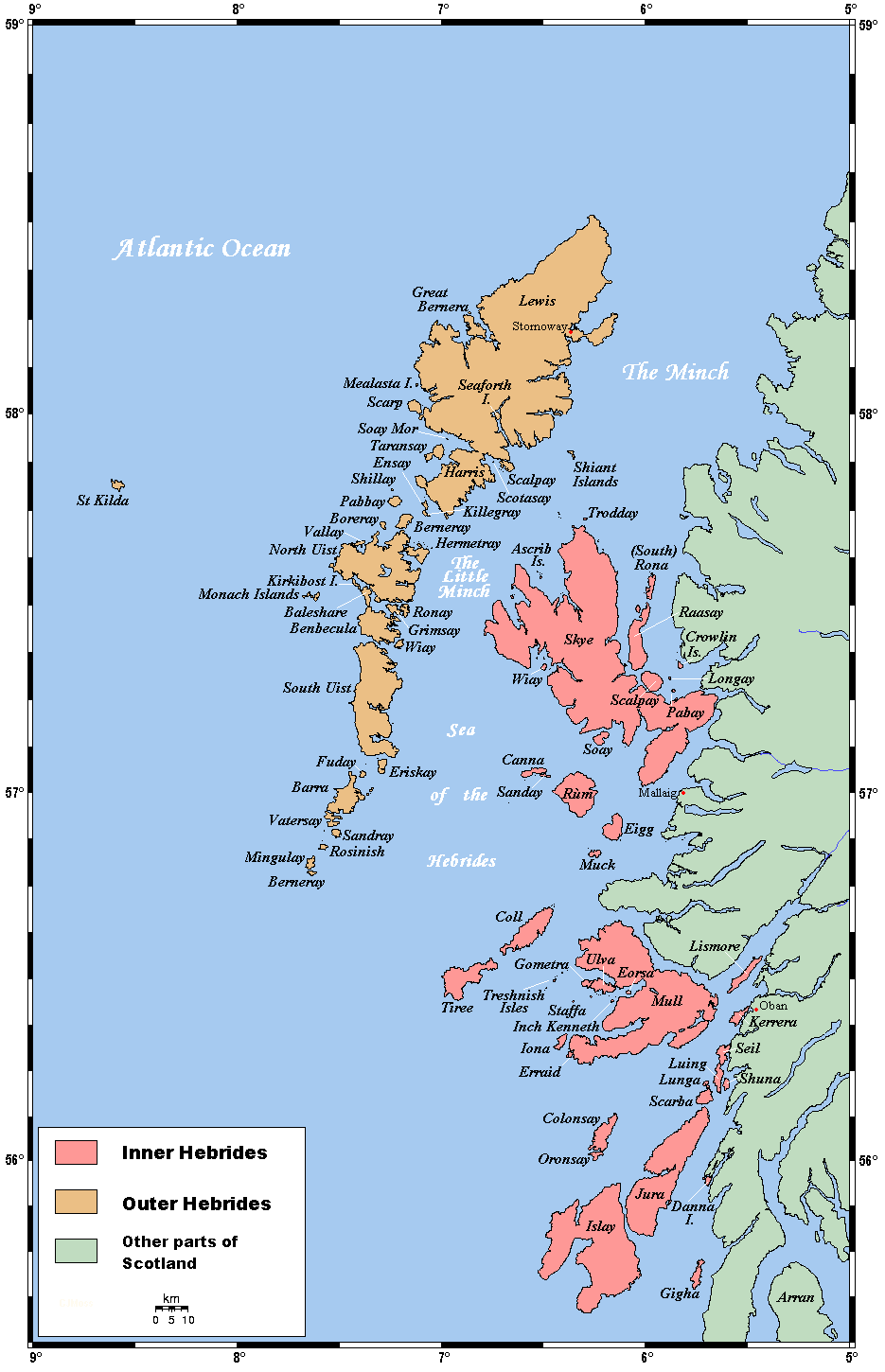
ヘブリディーズ諸島の地図。アウター・ヘブリディーズ南部とインナー・ヘブリディーズの間の海域がヘブリディーズ海

ヘブリディーズ海 （ヘブリディーズかい、Sea of the Hebrides）は、北大西洋の海域。スコットランド西岸にあり、本土と、インナー・ヘブリディーズ北部とアウター・ヘブリディーズ南部の島々とを切り離している。北でヘブリディーズ海はミンチ海峡につながる
。国際水路機関は、ヘブリディーズ海をスコットランド西岸内海（en）として定義している。漁業管理に関しては、EU海洋政策の中心的信条であるSeas west of Scotland（en）の一部となっている。